# マフタ・タウィアオ
マフタ・タウィアオ （Mahuta Tawhiao, 1854/5年 - 1912年11月9日）は、第3代マオリ王。

## 若年期
マオリ王タウィアオと、その第1婦人ヘラの第2子。青年期の1860年代、ニュージーランドは戦争に巻き込まれており、マフタは西欧式の教育をほとんど受けず、伝統主義者として育った。20代でテ・マラエと結婚し、5男を授かった。

## 統治
1894年8月に父王が死亡すると、王位を継承（9月15日）。
彼の統治下時に、マオリ王国最初の法廷が創設された。

## 子女
- テ・ラタ  - 第4代マオリ王
- Taipu
- Tumate
- Tonga
- Te Rauangaanga